# Hangzhou Open
Hangzhou Open, Відкритий чемпіонат Ханчжоу — міжнародний чоловічий професійний тенісний турнір. Проводиться на відкритих кортах з твердим покриттям, є частиною серії Туру ATP 250. Турнір відбувається в китайському Ханчжоу з 2024 року як заміна Zhuhai Championships.

## Фінали

### Одиночний розряд
| Рік  | Чемпіон     | Фіналіст      | Рахунок            |
| ---- | ----------- | ------------- | ------------------ |
| 2024 | Марин Чилич | Чжан Чжичжень | 7–6(7–5), 7–6(7–5) |

### Парний розряд
| Рік  | Чемпіони                                  | Фіналісти                        | Рахунок               |
| ---- | ----------------------------------------- | -------------------------------- | --------------------- |
| 2024 | Джіван Недунчежіян Віджай Сундар Прашантх | Константін Францен Гендрік Єбенс | 4–6, 7–6(7–5), [10–7] |